# Хромозом 14 (човек)
Хромозом 14 је аутозомни хромозом тринаести по величини у хуманом кариотипу. Према положају центромере припада акроцентричним хромозомима. Према Денверској конференцији из 1960. године сврстан је у D групу. Изграђен је од 109 милиона парова база ДНК што представља 3-3,5% укупне количине ДНК у ћелији.

## Аберације хромозома 14
Парцијална тризомија хромозома 14 даје следећу клиничку слику:
- аномалије лица;
- клинодактилија;
- конгенитална болест срца.

Робертсонове транслокације између хетерологих акроцентричних хромозома најчешће се дешавају између 13 и 14 (13q:14q) и 14 и 21 (14q:21q).

## Мапирани гени и болести/поремећаји
Гени мапирани на овом хромозому узрокују следеће болести и поремећаје:
- хореа наследна, бенингна
- дистална миопатија
- апоптоза осетљива на температуру
- ламеларна ихтиоза, аутозомно-рецесивна
- спастична параплегија
- глувоћа, аутозомно-рецесивна и аутозомно-доминантна
- Мениереова болест
- аритмогена дисплазија десне коморе
- атипска фенилкетонурија
- тирозинемија, тип 1b
- Алцхајмерова болест
- карцином јајника
- микрофталмија, аутозомно-рецесивна
- леукемија
- агамаглобулинемија
- ахроматопсија
- Фахрова болест
- породична хипертрофична кардиомиопатија
- олигодонтиа
- струма штитасте жлезде, породична
- Марфанов синдром, атипични
- инсулин-зависна шећерна болест